# Chaperia varians
Chaperia varians is een mosdiertjessoort uit de familie van de Chaperiidae. De wetenschappelijke naam van de soort is, als Membranipora varians, voor het eerst geldig gepubliceerd in 1923 door O'Donoghue & O'Donoghue.